# Cantone di Écommoy
Il Cantone di Écommoy è una divisione amministrativa dell'arrondissement di Le Mans.
A seguito della riforma complessiva dei cantoni del 2014 è passato da 11 a 10 comuni.

## Composizione
Prima della riforma del 2014 comprendeva i comuni di:
- Brette-les-Pins
- Écommoy
- Laigné-en-Belin
- Marigné-Laillé
- Moncé-en-Belin
- Mulsanne
- Saint-Biez-en-Belin
- Saint-Gervais-en-Belin
- Saint-Mars-d'Outillé
- Saint-Ouen-en-Belin
- Teloché

Dal 2015 comprende i comuni di:
- Écommoy
- Laigné-en-Belin
- Marigné-Laillé
- Moncé-en-Belin
- Mulsanne
- Ruaudin
- Saint-Biez-en-Belin
- Saint-Gervais-en-Belin
- Saint-Ouen-en-Belin
- Teloché